# Pezophaps solitaria
Il solitario di Rodriguez (Pezophaps solitaria) era un uccello inadatto al volo appartenente ai columbiformi endemico dell'isola di Rodrigues, nelle Isole Mascarene.
Appartiene alla stessa sottofamiglia del dodo (Raphinae).

## Estinzione
Fu avvistato la prima volta da François Leguat, capo di un gruppo di profughi Ugonotti rifugiatisi sull'isola nel 1691. Leguat descrisse alcune abitudini di questi uccelli, come la nidificazione solitaria; gli ugonotti ne apprezzavano il sapore, soprattutto quello degli esemplari più giovani.
A causa della predazione umana, alla quale si sommò quella dei gatti introdotti sull'isola, la specie declinò rapidamente e già nel 1755 non se ne vedevano più; si stima perciò la data della sua estinzione negli anni compresi fra il 1730 ed il 1760, anche se una datazione precisa è assai difficile, in quanto gli avvistamenti di "solitari" venivano riportati senza specificare su quale isola si fossero effettuati, inoltre venivano descritti come solitari anche altri uccelli, come l'enigmatico oiseau bleu (Porphyrio coerulescens) o il solitario di Rèunion (Threskiornis solitarius).

## Sistematica
Il solitario di Rodrigues ed il dodo appartengono alla sottofamiglia Raphinae dei Columbidae, anche se alcuni studiosi propongono di elevare la sottofamiglia al rango di famiglia a sé stante (Raphidae).
La loro parentela è stata recentemente confermata dalle analisi del DNA mitocondriale, che ha inoltre rivelato la stretta parentela con l'attualmente esistente piccione delle Nicobare (Caloenas nicobarica).

## Biologia
Di questi uccelli sono state trovate grandi quantità di ossa, ma non se ne conoscono esemplari impagliati.
Da descrizione dell'epoca, i solitari di Rodrigues possedevano un grosso sperone sul tallone; tale sperone era probabilmente riposto in un astuccio di pelle e veniva usato come arma (un simile sperone è presente nelle oche canadesi).
Le coppie erano fortemente territoriali; esse prendevano possesso di un terreno dove nidificare e ne scacciavano gli intrusi colpendoli con le ali, che erano dotate di un ispessimento osseo appositamente evoluto.